# NGC 2766
NGC 2766 је спирална галаксија у сазвежђу Рак која се налази на NGC листи објеката дубоког неба.
Деклинација објекта је + 29° 51' 55" а ректасцензија 9h 8m 47,4s. Привидна величина (магнитуда) објекта NGC 2766 износи 13,7 а фотографска магнитуда 14,5. NGC 2766 је још познат и под ознакама UGC 4801, MCG 5-22-9, CGCG 151-14, PGC 25735.